# Battaglia di Bailén
La battaglia di Bailén (talvolta riportata anche come battaglia di Baylen) fu combattuta durante la guerra d'indipendenza spagnola e costituì la prima disfatta campale dell'esercito francese durante il periodo napoleonico. I combattimenti si svolsero dal 16 al 19 luglio 1808 nel territorio della città di Bailén in Spagna ed il 22 luglio il generale francese Pierre Dupont fu costretto alla resa con tutte le sue truppe dopo essere stato isolato a sud del Guadalquivir dall'esercito spagnolo del generale Francisco Javier Castaños. La disfatta francese fece scalpore in Europa, rinsaldò la resistenza antinapoleonica e favorì la costituzione di nuove alleanze contro la Francia.
La battaglia costituì, inoltre, il battesimo del fuoco del liberatore sud-americano José di San Martin che combatteva nell'esercito spagnolo.

## Contesto storico

Francisco Goya, El Tres de Mayo. Il quadro mostra la repressione dei moti di Madrid del giorno precedente.

I progetti di Napoleone per la penisola iberica iniziarono a palesarsi dopo la spedizione di Junot in Portogallo: sempre più numerose masse di soldati francesi stavano occupando strategicamente le fortezze all'interno del territorio spagnolo mentre l'esercito spagnolo era frammentato e fondamentalmente incapace di porre alcuna resistenza. Le manovre dei francesi andarono ben oltre la semplice occupazione militare: l'intera famiglia reale spagnola venne trasferita a Bayonne e al loro posto venne incoronato Re di Spagna Giuseppe Bonaparte, il fratello maggiore di Napoleone.
Alcuni segnali della crescente tensione tra spagnoli e francesi, fino a quel momento alleati, erano già stati notati nei moti di piazza a Madrid, poi repressi nel sangue dalle truppe napoleoniche del maresciallo Murat. La notizia della proclamazione di un nuovo sovrano fu la goccia che fece traboccare il vaso: a partire dal 20 maggio, numerose rivolte interessarono la nazione e vari reparti dell'esercito spagnolo disertarono in massa per opporsi ai francesi. Molti di essi si unirono al generale Castaños, che li radunò e li condusse in Sierra Morena.

## Antefatti

### La discesa di Dupont in Andalusia
A seguito dei primi moti insurrezionali, Bonaparte, che aveva stabilito il proprio quartier generale a Bayonne, decise che sarebbe stato più che sufficiente dare prova della forza delle armate francesi per placare la popolazione spagnola. Divise in quattro colonne le truppe presenti a Madrid: quelle di Bessières, Moncey e Duhesme ebbero dei compiti da svolgere nella Spagna centro-settentrionale mentre le truppe di Dupont, rimaste libere, ebbero il compito di dirigersi in Andalusia, più precisamente a Cadice, a proteggere la flotta dell'ammiraglio Rosily.
L'ordine di marciare verso Cadice fu trasmesso a Dupont negli ultimi giorni di maggio, che si mise in marcia da Toledo il 24 maggio. Il passaggio per le pianure della Mancha fu in realtà molto tranquillo, senza la minima opposizione. Tuttavia, ben presto Dupont apprese che nella regione andalusa le forze degli insorti erano numerose e che queste avevano creato delle giunte, fedeli alla dinastia Borbone, che avevano dichiarato formalmente guerra alla Francia. Il generale francese ebbe l'occasione di affrontarne un primo gruppo nei pressi del ponte di Alcolea. Gli spagnoli, pur in superiorità numerica, erano troppo eterogenei e i francesi, più disciplinati e capaci, riuscirono rapidamente a mandarli in rotta e ad inseguirli. I fuggitivi si fermarono in vari villaggi, tentando di resistere, ma vennero puntualmente cacciati dai francesi e costretti a fuggire. Infine, entrarono a Cordova: la città fu presa d'assedio e saccheggiata mentre le truppe spagnole, duramente sconfitte, proseguivano nella loro fuga. Molto presto, i francesi vennero a sapere che Castaños stava organizzando un forte esercito a Siviglia e che era intenzionato a marciare verso nord, incontro ai francesi. Dupont, giustamente, decise di ritirarsi in una posizione migliore e attendere rinforzi da Madrid.

### I francesi sono isolati

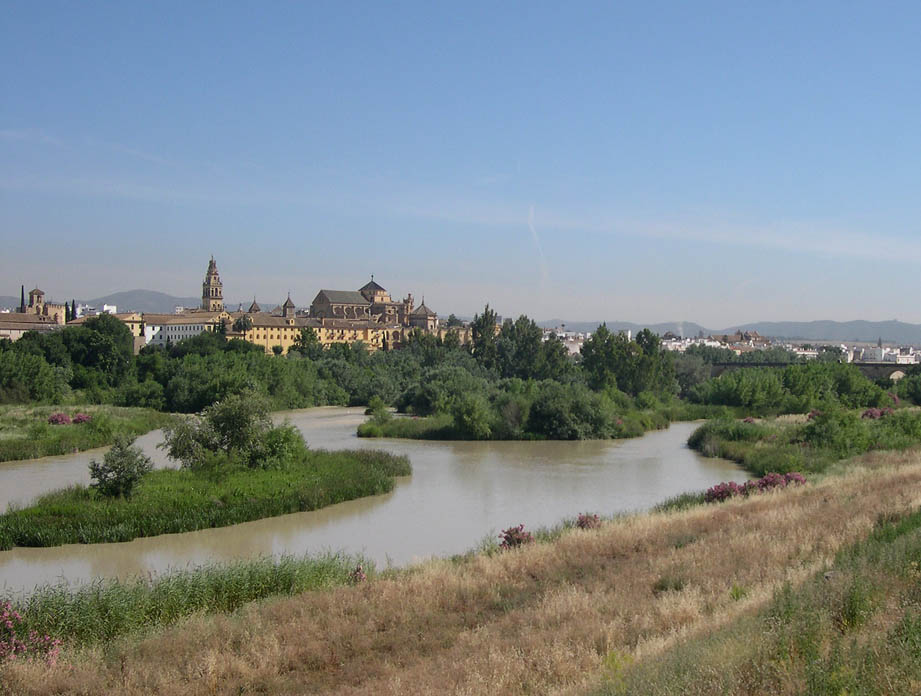
Il fiume Guadalquivir nei pressi di Cordova

Dupont si rese conto molto presto della criticità della propria posizione: il supporto locale era del tutto in favore delle forze spagnole, le sue forze erano insufficienti per affrontare un esercito regolare e ben organizzato come quello di Castaños e le sue comunicazioni con Madrid erano quantomeno messe a rischio. Per questo motivo, Dupont prese i suoi uomini e fece ritorno alla posizione di Andújar, che aveva già occupato durante la sua marcia verso sud, e rimase in questa posizione dal 16 giugno, attendendo risposte e rinforzi da Madrid. Nel frattempo, Murat era stato sostituito dal generale Savary, che un quadro piuttosto chiaro della situazione nel sud della penisola, decise di inviare il generale Vedel a rinforzare Dupont. Tutto ciò, in realtà, era avvenuto a caro prezzo: gli spagnoli avevano sistematicamente catturato e ucciso tutti i corrieri che portassero notizia da e verso Madrid, isolando Dupont da ogni informazione su quanto stesse accadendo nel nord della penisola.

Mappa della Spagna del 1802

Dupont, raggiunto da Vedel solo il 26 giugno, era rimasto fermo al suo quartier generale di Andújar, sperando che fosse ancora possibile completare la sua missione originale: dalla città spagnola poteva ancora minacciare con relativa facilità Jaén, Cordova e la stessa Siviglia. Nel frattempo, però, la situazione era profondamente mutata: gli uomini ammassati da Castaños erano finalmente pronti per uno scontro ed avevano già iniziato a minare sistematicamente le sue comunicazioni e ad infastidire la cavalleria di Dupont in ricognizione. Inoltre, sebbene l'arrivo dei rinforzi avesse appianato la differenza a livello numerico, aveva incrementato le problematiche dal lato logistico: con una popolazione locale ostile e le comunicazioni quasi interrotte, Dupont doveva nutrire quasi 20000 truppe in un terreno non propriamente abbondante di risorse. Era riuscito ad effettuare delle sortite a Jaén per procurarsi le risorse necessarie, ma la cosa non poteva essere ripetuta all'infinito, e le provviste portate da Vedel non sarebbero durate a lungo. Dupont decise di inviare le forze appena giunte nella cittadina di Bailén, qualche chilometro più a est, alle pendici della Sierra Morena, mentre il resto del suo esercito avrebbe mantenuto la posizione precedente. Un nuovo raid a Jaén servì a dimostrare la propria forza ai ribelli e portò la calma per un paio di settimane.  Inoltre, un nuovo gruppo di rinforzi, formato dalla divisione del generale Gobert, fu inviata da Savary a Dupont. Inizialmente composta da 17 battaglioni, dovette lasciare numerose forze a sorvegliare la strada verso Madrid alla fine del viaggio giunse in Andalusia con solo 10 battaglioni.
Nel frattempo, Castaños si erano messe in movimento. Mentre il comandante francese era fermo nel suo quartier generale e Vedel aspettava a Bailén, le forze di Castaños si stavano progressivamente avvicinando al loro obiettivo. Il 9 luglio, con l'eccezione di un corpo lasciato distaccato per disturbare le comunicazioni nemiche, le forze spagnole si trovavano ad Arjona e Arjonilla, a soli otto chilometri dai francesi. L'11 luglio, con un consiglio di guerra, Castaños definì il piano di battaglia ed istruì i suoi ufficiali su come agire nei giorni successivi.

## I due schieramenti

### L'esercito francese

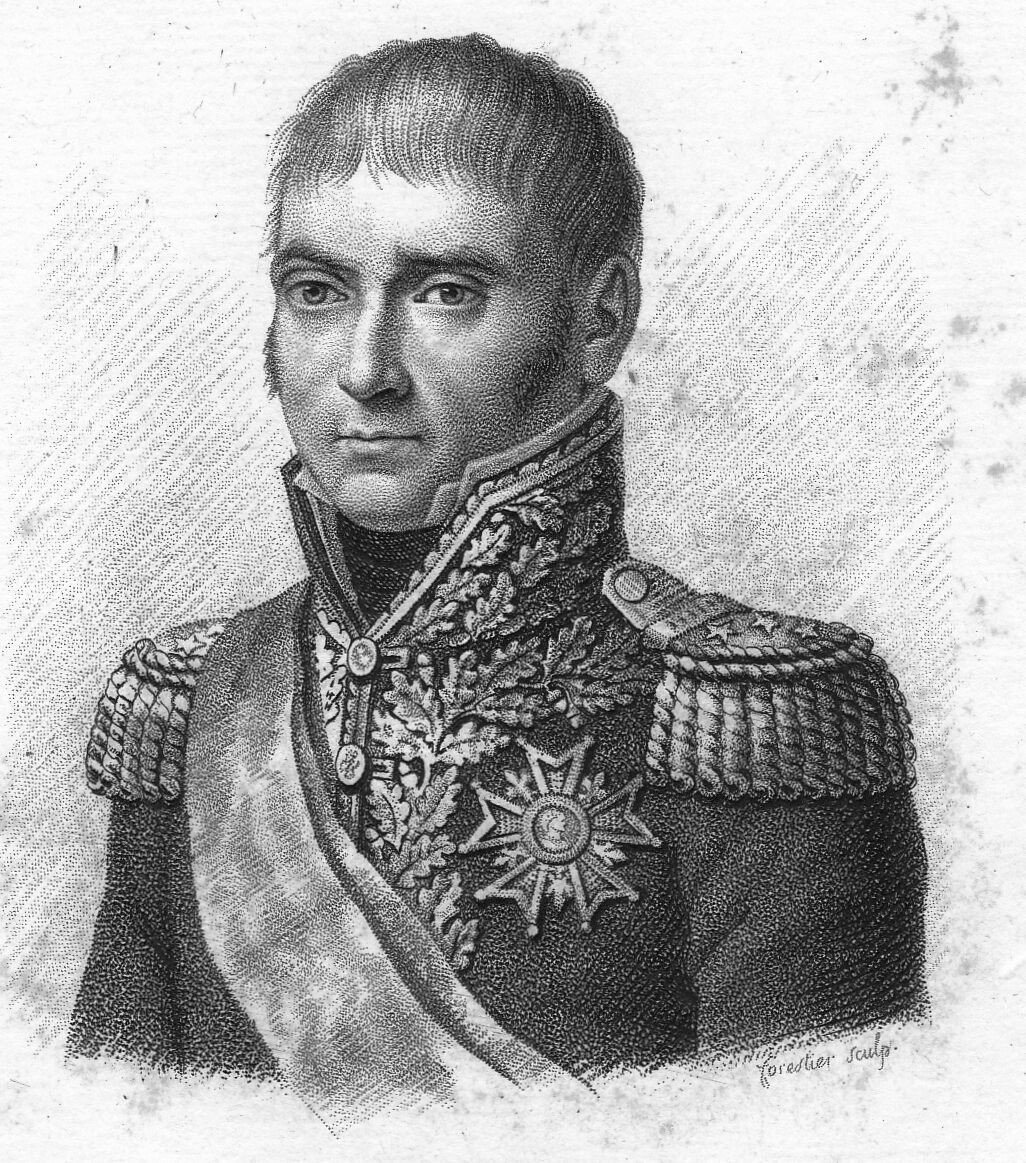
Il generale Dupont

Le truppe del generale Dupont furono tra le prime ad arrivare in Spagna, tanto che già ai tempi dei moti del 2 maggio, erano già presenti nei pressi di Madrid. L'armata al suo comando era perlopiù composta da reclute con poca esperienza, principalmente coscritti delle classi 1806 e 1807. Questo era in gran parte dovuto a due fattori: il primo era lo scarso rispetto di Bonaparte verso le truppe spagnole, che considerava inferiori in qualità rispetto a quelle francesi, per cui non ritenne necessario inviare grossi contingenti di veterani; il secondo era che avendo anticipato di un anno una leva per contribuire alla campagna in Germania e Polonia, vi era un'eccezionale abbondanza di coscritti da gestire.
Originariamente, il corpo di Dupont aveva circa 22500 uomini, divisi in tre divisioni di fanteria ed una di cavalleria. I loro comandanti erano, rispettivamente, Barbou, Vedel e Leval per la fanteria e Fresia per la cavalleria. Di queste forze, solo una parte si mosse verso l'Andalusia, ossia la divisione Barbou e la cavalleria di Fresia, circa 13000 uomini in tutto. Inizialmente Vedel rimase a Toledo, partendo più tardi verso il sud della Spagna. Le sue forze ammontavano a 6000 uomini di fanteria e 600 di cavalleria. Il corpo di Gobert arrivato in Sierra Morena in tutto contava circa 5000 uomini.
Dupont rimase ad Andújar con 9000 o 10000 uomini, a cui si aggiunsero quattro dei battaglioni di Gobert. Vedel rimase a Bailén con la sua divisione, assegnando 2000 uomini alla protezione di un traghetto a Mengibar. Ciò che restava della divisione di Gobert si era appostata a La Carolina con circa 3000 uomini, per difendere le comunicazioni tra l'esercito di Dupont e la Mancha, tenendo uno sguardo vigile sui vari passi della Sierra Morena. Dupont, avrebbe potuto prendere l'iniziativa e attaccare gli spagnoli: le sue truppe erano nettamente superiori in qualità e sarebbe sicuramente stato capace di fermare Castaños, forse addirittura di sconfiggerlo. Invece, decise di rimanere passivo, limitandosi ad occupare la propria posizione. Ed in ogni caso, le forze di Vedel e Gobert non sarebbero state in grado di coprire tutte le possibili vie d'attacco a disposizione degli spagnoli da soli: se davvero Dupont avesse voluto difendersi, avrebbe dovuto raggiungere Bailén, così da ridurre il perimetro da difendere e avere finalmente abbastanza uomini da difendere tutte le linee di attacco altrimenti lasciate scoperte.

### Esercito spagnolo

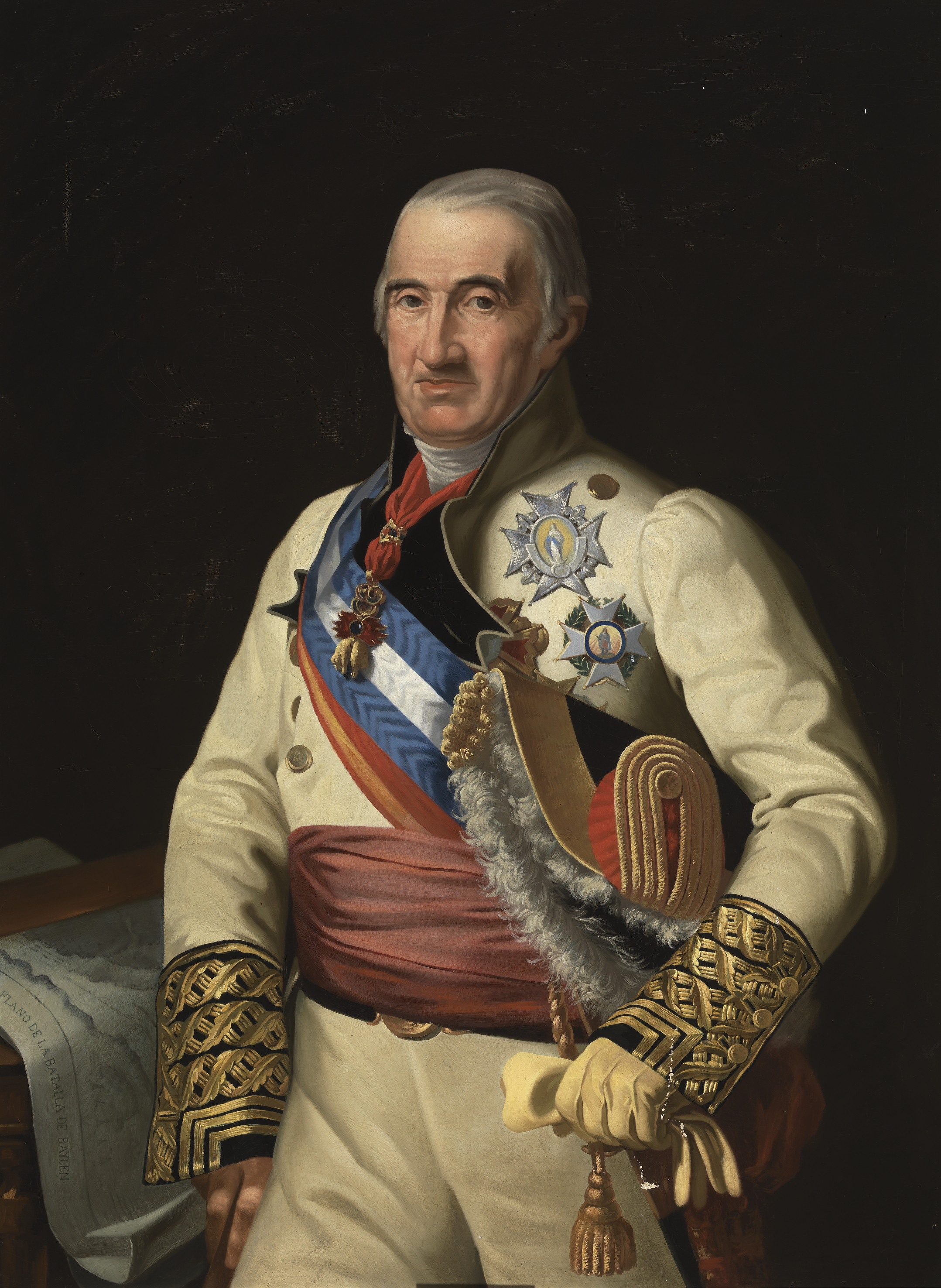
Il generale Castaños

L'esercito spagnolo, raccoltosi a Siviglia sotto la guida del generale Castaños, era molto diverso da quello francese. Il suo nerbo era formato dai reparti regolari dell'esercito spagnolo opportunamente rafforzati da reclute andaluse e nel complesso contava oltre 33000 uomini, dei quali almeno 2600 erano di cavalleria. Alcuni di questi erano una massa di reclute locali formata dalle giunte dell'Andalusia e più che rafforzare l'esercito di Castaños lo indebolivano solamente, mentre tre reggimenti svizzeri, inizialmente al servizio dei francesi, avevano disertato e si erano uniti alla causa spagnola. Alle forze dell'esercito si univano quelle della popolazione locale, pronta a sostenere gli sforzi dell'esercito spagnolo come possibile.
Le forze di Castaños furono organizzate come segue: lo svizzero Reding, l'irlandese Jones, Coupigny e Lapeña avrebbero assunto il comando delle quattro divisioni che formavano il corpo principale dell'esercito mentre una brigata di nuove reclute al comando del colonnello Cruz Mourgeón avrebbe agito indipendentemente, disturbando le comunicazioni dei francesi di La Carolina e Bailén con il resto dell'esercito di Dupont.
L'esercito si sarebbe diviso in 3 colonne: mentre la prima impegnato le forze principali dei francesi in attesa che le altre due, destinate ad attaccare Bailén, gli piombassero alle spalle. Coupigny avrebbe preso 8000 uomini ed avrebbe cercato di attraversare il Guadalquivir nei pressi del guado di Villanueva, sei miglia a est di Andújar, mentre Reding, con 10000 uomini, avrebbe cercato di prendere possesso del traghetto di Mengibar e raggiungere Bailén. La restante colonna, composta dalle divisioni Jones e Lapeña e guidata dallo stesso Castaños, per un totale di circa 12000 uomini, avrebbe attaccato i francesi ma non si sarebbe seriamente impegnata in battaglia prima di aver ricevuto un rapporto positivo dalle altre forze in campo. Le restanti forze spagnole, quelle della brigata di Cruz Mourgeón, circa 3000 uomini, avrebbero dovuto aggirare la posizione di Andújar ed unirsi alle forze di Reding e di Coupigny alle spalle di Dupont.
Questo piano rischiosissimo sottostimava sotto tutti gli aspetti le forze di cui era in possesso Dupont, che avrebbe tranquillamente potuto attaccare le singole colonne, distanti e deboli, e sconfiggerle separatamente. Fortunatamente per gli spagnoli, ciò non accadde: Dupont rimase fermo ad aspettare mentre la morsa sulla sua posizione andava stringendosi sempre di più.

## La battaglia

### I movimenti degli spagnoli tra il 13 ed il 15 aprile

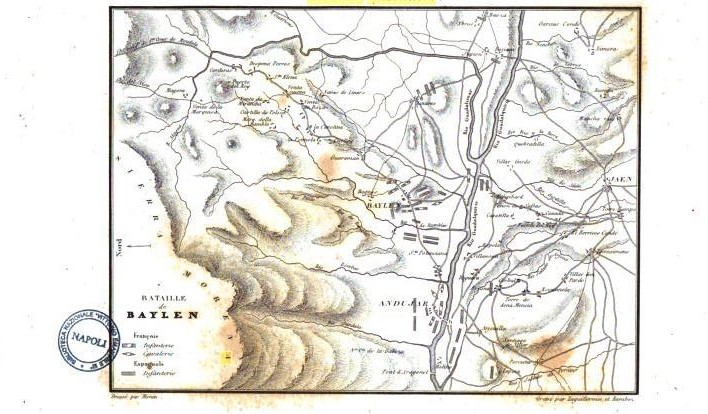
Mappa degli scontri

Il 13 aprile le forze degli spagnoli iniziarono il loro movimento: Reding iniziò a spostarsi verso Mengibar, preparando le proprie truppe ad essere traghettate sull'altra sponda del fiume, mentre Coupigny imboccò la via per Villanueva. Castaños mantenne i propri uomini ad Arjonilla, limitandosi ad attendere notizie dai suoi sottoposti. Nel frattempo, la notizia della sconfitta di Moncey a Valencia aveva finalmente raggiunto Dupont, che si convinse ulteriormente della necessità di rimanere sulla difensiva.

Il giorno seguente, dopo aver notato molte forze irregolari spagnole sulle colline attorno alla sua posizione, Dupont inviò un ufficiale a far saltare il ponte di Marmolejo, qualche chilometro ad ovest di Andújar, mentre ordinò a Vedel di rafforzare la posizione a Mengibar, facendo inoltre pattugliare la zona tra la Bailén ed il quartier generale di Dupont, che, simmetricamente, avrebbe fatto lo stesso. Nel frattempo, Reding era giunto in posizione ed aveva attaccato i soldati francesi del distaccamento del generale Liger-Belair a Mengibar, respingendoli oltre al fiume. Non vi furono ulteriori attacchi da parte degli spagnoli ma Dupont fu scosso a sufficienza dall'episodio da ordinare a Gobert di abbandonare la sua posizione e portare i suoi uomini a Bailén.

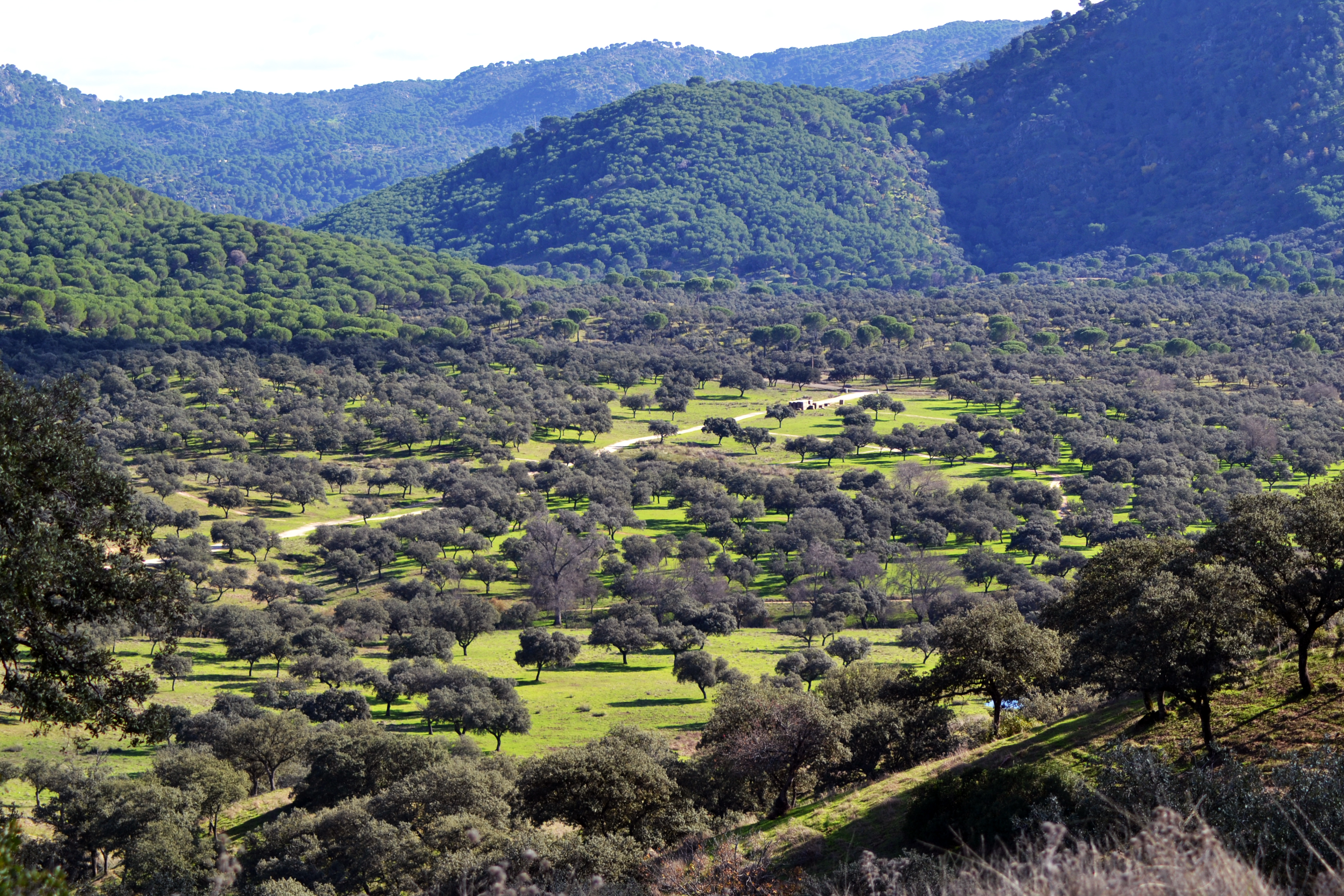
Territorio collinare nei pressi di Andújar

Il 15 aprile, le forze di Castaños iniziarono ad esibire i primi segni delle loro intenzioni: le truppe sotto il diretto controllo del comandante spagnolo fecero una dimostrazione ad Arjonilla, facendo uso della propria artiglieria e mostrando, a tratti, la testa delle proprie colonne. Più a est, Coupigny attaccò i picchetti francesi a Villanueva e Reding attaccò nuovamente il generale Liger-Belair, questa volta soccorso da Vedel. I due francesi riuscirono a respingere l'attacco dello svizzero, che fece ritorno sulla sponda meridionale del fiume. Fu a questo punto che Dupont e Vedel commisero due errori fatali. Il primo, pensando di avere di fronte a sè una colonna molto numerosa, quando in realtà le sue forze e quelle di Castaños erano quasi equivalenti, chiese a Vedel di inviare lui almeno un paio di reggimenti, o addirittura un'intera brigata se riteneva che le forze di Reding fossero deboli, per sostenere la posizione di Andújar, che altrimenti riteneva compromessa. Vedel, sconsideratamente, si recò da Dupont al comando di tutta la propria divisione, lasciando Bailén e Mengibar difese solamente dalle ridotte forze di Gobert e di Liger-Belair. La marcia di Vedel iniziò a mezzanotte e si conclude alle due del pomeriggio del giorno seguente.

### L'attacco a Mengibar
Il 16 luglio, tutte le forze spagnole tentarono di attraversare il fiume. All'estrema destra dello schieramento spagnolo, la brigata di Cruz Mourgeón aveva riparato il ponte di Marmolejo ed era riuscita ad a passare il Guadalquivir. Al centro, l'esito fu decisamente più infruttuoso: Castaños aveva ripreso le stesse dimostrazioni del giorno precedente ed era stato facilmente respinto mentre Coupigny aveva tentato timidamente di attraversare il fiume ma non era riuscito nell'impresa.

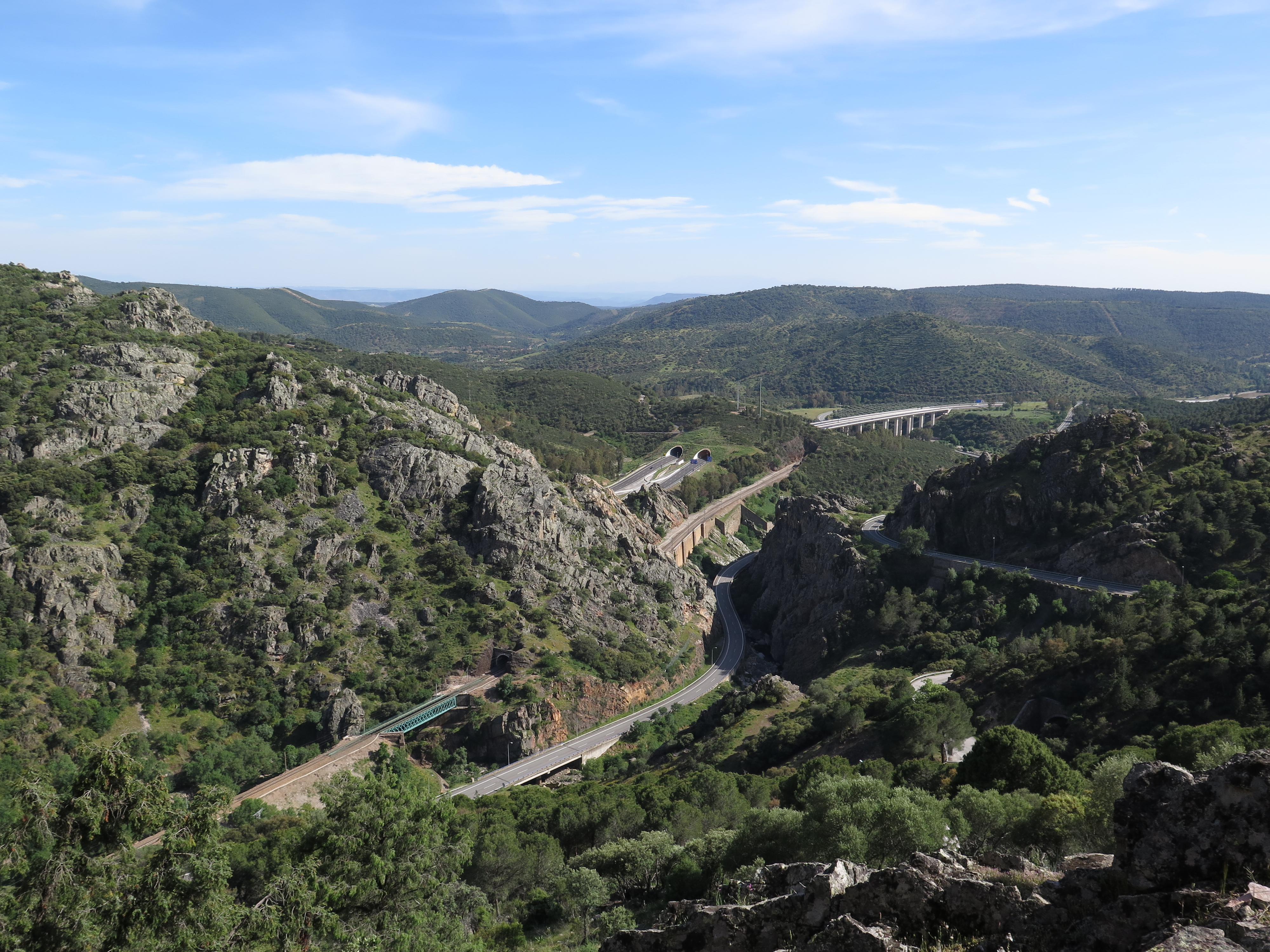
Il passo del Despeñaperros al giorno d'oggi

Molto diversa era la situazione della colonna spagnola di sinistra: per l'ennesima volta, Reding si era lanciato contro le forze di Liger-Belair, rimaste a difesa di Mengibar. Nei giorni precedenti, il supporto della divisione di Vedel era stato indispensabile per mantenere la posizione: allontanandosi, le forze a difesa della cittadina non avrebbero potuto reggere. Gobert, avvisato del pericolo incombente, si mosse con le forze disponibili, tre battaglioni e 200 unità di cavalleria, per supportare la posizione di Liger-Belair nonostante le forze combinate dei francesi fossero comunque meno della metà di quelle spagnole. Sfortunatamente, Gobert fu gravemente ferito alla testa da un proiettile durante gli scontri e morì poco dopo. Il suo secondo, il generale Dufour, prese il comando delle forze francesi in quel settore: ritenne che la mossa migliore fosse ritirarsi per proteggere Bailén, un punto di passaggio cruciale per i francesi. Notando che Reding non si era spinto oltre, Dufour valutò le sue opzioni: avendo udito delle voci per cui gli spagnoli intendessero avanzare verso il passo di Despeñaperros, intrappolando i francesi definitivamente, il generale francese decise di avanzare le forze ai suoi ordini verso La Carolina, in modo da proteggere il passaggio verso Madrid.

### Bailén viene presa dagli spagnoli

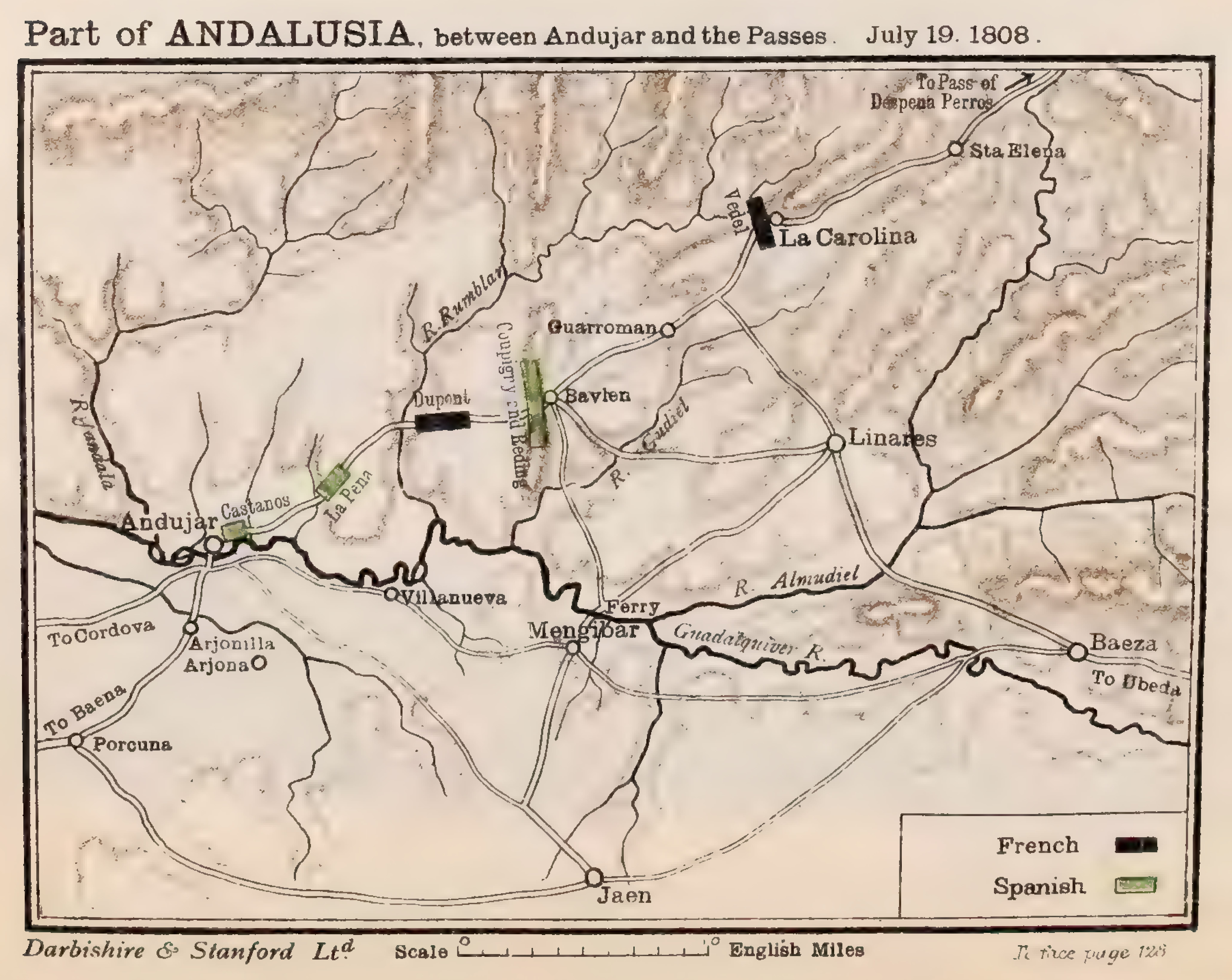
Mappa della regione di Bailén

Nel frattempo, Dupont, venuto a sapere della tragica fine di Gobert, ordinò a Vedel di tornare a Bailén. Alle prime luci dell'alba, la divisione di Vedel si mise in marcia per raggiungere la città di Bailén. Una volta giunto a Bailén, il generale francese la trovò sgombera sia dai nemici sia dalle forze francesi che prima la occupavano: esattamente come Dufour, ritenne che gli spagnoli volessero prendere il passo di Despeñaperros ed accerchiare l'intero esercito francese. Vedel decise di proseguire verso il valico, senza curarsi di perlustrare adeguatamente la zona limitrofa: se avesse inviato dei ricognitori a Mengibar, vi avrebbe trovato l'intera colonna di Reding, rimasta ferma dopo lo scontro. Successivamente, inviò un rapporto a Dupont, informandolo del suo movimento verso nord e delle ragioni che lo avevano condotto a questa scelta: ottenne l'approvazione da parte del comandante francese, che in risposta chiese a lui di affrontare e distruggere qualsiasi forza nemica trovasse lungo il cammino e di fare ritorno il più velocemente possibile ad Andújar, per affrontare congiuntamente le forze di Castaños. La divisione di Vedel passò la notte lungo la strada tra Bailén e La Carolina, intenta a proseguire la marcia anche il giorno dopo.

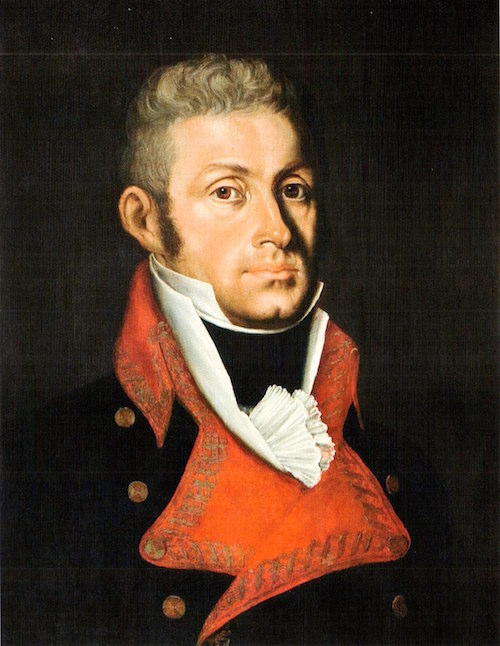
Theodor von Reding

Quello che i francesi non sapevano era che il numero di soldati spagnoli impiegati nella zona di La Carolina era esiguo e si trattava solamente di una brigata di reclute, in movimento verso Linares: il passo del Despeñaperros era in realtà libero e le comunicazioni con Madrid ancora aperte. Allontanandosi da Bailén, Vedel aveva lasciato completamente scoperta l'unica via di fuga da Andújar rimasta a Dupont: se gli spagnoli di Reding l'avessero occupata, le forze del generale francese sarebbero state chiuse a nord dalle montagne della Sierra Morena, a sud dal fiume Guadalquivir e sugli altri lati dalle forze dei generali spagnoli Reding e Castaños, che avevano complessivamente una superiorità numerica di quasi due a uno, senza contare le numerose forze irregolari disponibili. Almeno in parte, lo stesso, comunque, si poteva dire degli spagnoli di Reding, che una volta occupata Bailén, a sinistra avrebbero visto l'esercito di Dupont e a destra la divisione di Vedel. L'incolmabile differenza era data dalla posizione delle due armate: Castaños avrebbe potuto facilmente raggiungere Reding in caso di necessità mentre Vedel non sarebbe mai stato capace di fare lo stesso per soccorrere Dupont, data l'eccessiva distanza tra i due.
Quando Vedel raggiunse le forze di Dufour tra La Carolina e Santa Elena il 18 luglio, le due forze si congiunsero, formando una nuova divisione da quasi 11000 uomini, e constatarono che entrambi avevano commesso un grave errore, giacché le forze di Reding non si erano dirette verso nord. Dopo due intensi giorni di marcia e con le uniche provviste a La Carolina, i francesi non avrebbero avuto la possibilità e le forze per tornare indietro in tempo utile. Al contrario, quello stesso giorno, il generale svizzero avanzò verso Bailén, aspettandosi di trovarla occupata da Vedel, e, ovviamente, i suoi uomini furono alquanto sorpresi di trovare la città vuota. Assunsero che Vedel si fosse ricongiunto con Dupont ad Andújar e che i francesi adesso fossero concentrati sotto il comando del loro generale, con un totale di circa 20000 uomini. Presto, alle forze di Reding si unirono anche quelle di Coupigny, spostatesi da Villanueva come preventivato. Adesso a Bailén c'erano quasi 18000 uomini: il piano di Castaños procedeva a gonfie vele.

### Gli scontri del 19 luglio
Dupont, non sentendosi affatto tranquillo a lasciare Bailén incustodita, prese la decisione di abbandonare Andújar e spostare il suo esercito nella vicina città: avrebbe sicuramente ridotto la distanza con le forze di Vedel ed avrebbe evitato possibili attacchi provenienti dalle sue retrovie. La notte del 18 luglio, l'intero corpo di Dupont abbandonò la propria posizione e si mise in marcia verso Bailén, completamente all'oscuro dell'occupazione della città da parte delle divisioni di Reding e Coupigny. La decisione di non partire il giorno precedente era dovuta a due fattori: in primis Dupont voleva sfruttare l'oscurità per fuggire inosservato ed in secondo luogo i bagagli contenenti la refurtiva recuperata a Cordova avevano rallentato i preparativi.

Dupont aveva con sé circa 11000 uomini, divisi tra 8500 unità di fanteria, a formare 13 battaglioni, e le restanti di cavalleria, divise in quattro reggimenti e mezzo. In testa alla colonna vi era la brigata di Chabert, seguita dal convoglio dei bagagli e da quattro battaglioni svizzeri; al centro vi erano la brigata di Pannetier e due reggimenti di cacciatori a cavallo. In fondo, a formare la retroguardia, erano stati posizionati due reggimenti e mezzo di cavalleria pesante e un battaglione di fanteria d'élite: Dupont si aspettava di combattere un'azione di retroguardia contro Castaños e per questo motivo aveva lasciato le sue trupe migliori a chiudere la colonna.

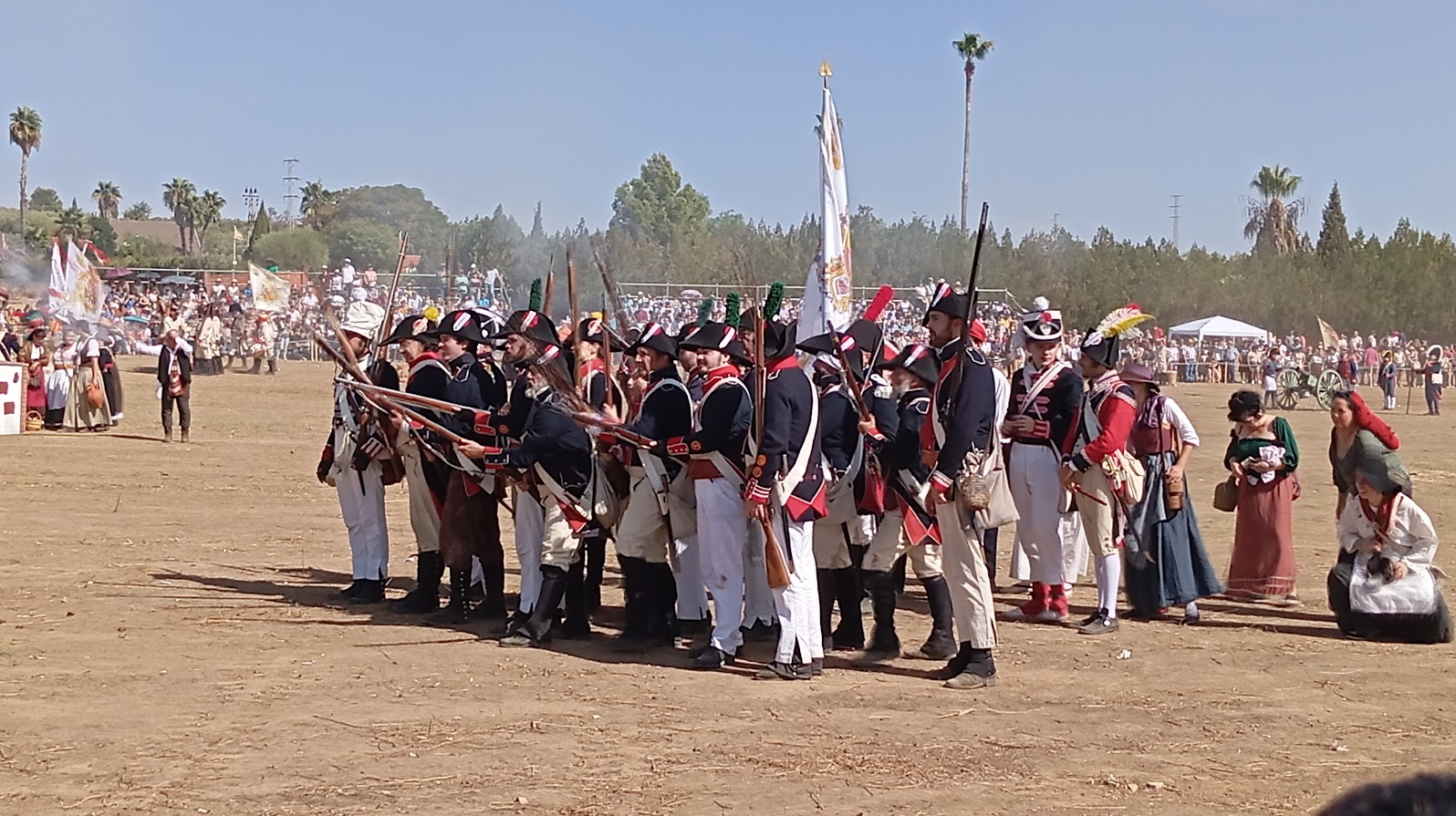
La guardia reale spagnola ricrea alcune scene della battaglia

I francesi, che dovevano giungere a Bailén da ovest, attraversarono prima una zona pianeggiante coltivata ad uliveti, che nascosero i loro movimenti. Il fiume Rumblar, che delimitava la zona boscosa, rappresentava anche il confine occidentale di una pianura aperta, larga circa un miglio, chiusa sull'altro lato da tre colline spoglie. L'unico punto in cui l'artiglieria francese lo poteva attraversare era un ponte. In questa zona, Reding aveva predisposto alcuni picchetti, che avrebbero dovuto segnalare l'arrivo delle forze di Dupont. Uditi i primi colpi dei moschetti francesi, i comandanti spagnoli schierarono le loro truppe sulle colline ad ovest della città: Coupigny si dispose a sud, sulla collina chiamata El Cerrajon mentre Reding lo affiancò, occupando la collina del Cerro del Zumacar Grande. Lasciarono un distaccamento di 3500 uomini sull'altro lato della città per proteggere le proprie retrovie da un eventuale arrivo del generale Vedel e della sua divisione.
Prima che giungesse l'alba, i soldati di Chabert, rafforzati dai cacciatori di Duprès, avevano respinto le avanguardie spagnoli e si accingevano ad attaccare le colline più a sud, occupate dagli uomini di Coupigny: i sei cannoni dei francesi vennero presto sopraffatti dal fuoco delle venti unità di artiglieria degli spagnoli e presto anche le forze di fanteria della brigata francese dovettero cedere terreno di fronte ai soldati spagnoli, semplicemente troppo numerosi. Respinti, gli spagnoli fecero ritorno alla linea degli uliveti, di fatto bloccando l'intera colonna dei bagagli fin quasi a raggiungere il ponte sul Rumblar. Dupont, che fino a questo punto credeva di avere di fronte solo qualche sporadico drappello, si rese conto di avere dinnanzi a sé l'armata spagnola. I francesi ovviamente erano ancora all'oscuro dell'effettivo numero degli spagnoli e Dupont, probabilmente credendo di fronteggiare la sola divisione di Reding e aspettandosi di vedere Castaños alle sue spalle molto presto, decise di provare a sfondare la linea nemica.

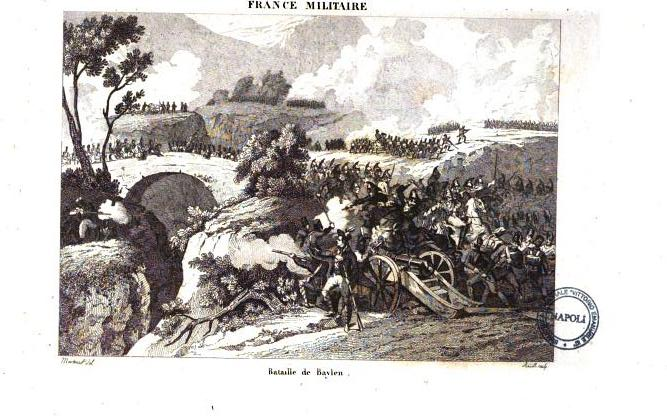
Illustrazione degli scontri tra francesi e spagnoli

In effetti, il comandante spagnolo, notata la partenza di Dupont, aveva marciato su Andújar ed aveva mandato in avanti la divisione di Lapeña per cercare di intercettare i francesi. Lasciato quindi il generale Barbou con qualche battaglione a difendere le retrovie, Dupont provò ad attaccare la posizione di Reding con le restanti forze a sue disposizione. Richiamò la brigata di cavalleria di Pryvé e gli svizzeri dalle retrovie e si risolse ad attaccare. Restavano in fondo alla colonna la brigata Pannetier e un battaglione di fanteria d'élite dei Marinai della Guardia. Nonostante la stanchezza dovuta alla marcia notturna, i suoi uomini, nello specifico la brigata Chabert e la cavalleria pesante di Pryvé, riuscirono inizialmente ad aprirsi un varco tra le linee di Coupigny, sfruttando la mancata coordinazione dei propri avversari, che non erano riusciti a formare un quadrato difensivo in tempo. Giunti sulla cima della collina, attaccarono le riserve degli spagnoli, ma non ebbero la stessa fortuna: furono respinti e costretti a tornare alla linea degli uliveti.
Dopo essersi riorganizzati, alle 8 del mattino Dupont tentò un terzo attacco, focalizzando i suoi sforzi sul lato destro della divisione di Reding, dove ad attaccare furono gli uomini della brigata Pannetier, nel frattempo richiamati a combattere. Le riserve di Reding intervennero per fermare gli sforzi della brigata Pannetier mentre gli uomini di Coupigny, dovendo affrontare le ormai esauste forze di Chabert, non ebbero grosse difficoltà a contenere e respingere gli assalitori. Nemmeno il quarto attacco dei francesi, effettuato dopo l'arrivo della fanteria dei Marinai della Guardia dalle retrovie trovò migliori risultati: organizzatisi in una formazione a cuneo, nella speranza di rompere la linea nemica, i francesi attaccarono con tutte le forze rimaste il centro dello schieramento spagnolo, trovando una salda resistenza da parte dei loro avversari. La fanteria d'élite fu quasi del tutto distrutta, Duprès fu ucciso e Dupont fu ferito al fianco, sebbene in maniera non letale. Mentre i francesi si ritirarono caoticamente verso la loro posizione di partenza, i reggimenti di svizzeri si consegnarono agli spagnoli, disertando in massa.

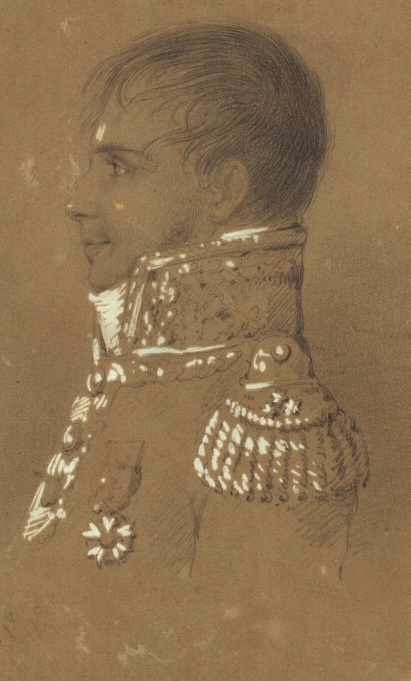
Il generale Vedel

Dopo aver combattuto nel caldo torrido per diverse ore, i francesi erano completamente esausti quando la colonna di Cruz Mourgeón li attaccò dal fianco, scendendo dalle montagne: il generale Lapeña non era lontano. Degli 11000 uomini inizialmente partiti da Andújar, meno di 2000 erano ancora capaci di combattere, un numero chiaramente non sufficiente a sopportare un attacco su tre fronti. Per evitare la completa distruzione del suo esercito, diretta conseguenza dell'arrivo di Lapeña, alle 14 Dupont fu costretto ad inviare uno dei suoi aiutanti di campo, il capitano Villoutreys, a trattare con Reding, sperando di ottenere qualche concessione. Reding, dopo aver ascoltato la proposta di Dupont, dichiarò di non avere l'autorità necessaria per trattare: propose una tregua per qualche ora, attendendo che un diplomatico spagnolo ed uno francese raggiungessero Castaños. Dupont, entusiasta della controproposta di Reding, accettò immediatamente. In effetti, non poteva ottenere nulla di meglio: se Reding avesse saputo che Lapeña era molto vicino, tanto che stava per raggiungere il Rumblar, probabilmente non avrebbe minimamente intavolato delle trattative con i francesi.
Vedel, nel frattempo, aveva finalmente capito che gli spagnoli non si trovavano a nord e non rappresentavano un pericolo. Mise in marcia i suoi uomini il 18 luglio ed iniziò ad attraversare l'Andalusia verso Bailén. Il 19, passata La Carolina, iniziarono a sentire i rumori provenienti dagli scontri di Bailén, ma, pigramente ed incomprensibilmente, non affrettarono il passo, anzi, passarono quattro ore per rifocillarsi e riprendere le forze dopo la lunga marcia. Giunsero nei pressi del monastero di San Cristobàl nel pomeriggio, alle porte di Bailén ed iniziarono a schierarsi, avendo notato i reparti lasciati a protezione della città da Reding. Un ambasciatore spagnolo, con una bandiera bianca, si fece avanti, spiegando l'accaduto a Vedel e chiedendo lui di rispettare la tregua stabilita. Credendo fosse una menzogna, Vedel respinse la tregua ed attaccò gli spagnoli: circa 1000 furono catturati mentre stavano allestendo i preparativi per il pranzo, mentre un secondo gruppo riuscì ad imbastire un'ostinata resistenza, respingendo l'attacco dei francesi. Prima che Vedel potesse correre in soccorso dei suoi uomini, un secondo ambasciatore, accompagnato da uno degli aiutanti di campo di Dupont, De Barbarin, lo raggiunse sotto una bandiera bianca. Stavolta, convinto della realtà dei fatti, Vedel cessò immediatamente l'attacco.

### La resa dei francesi

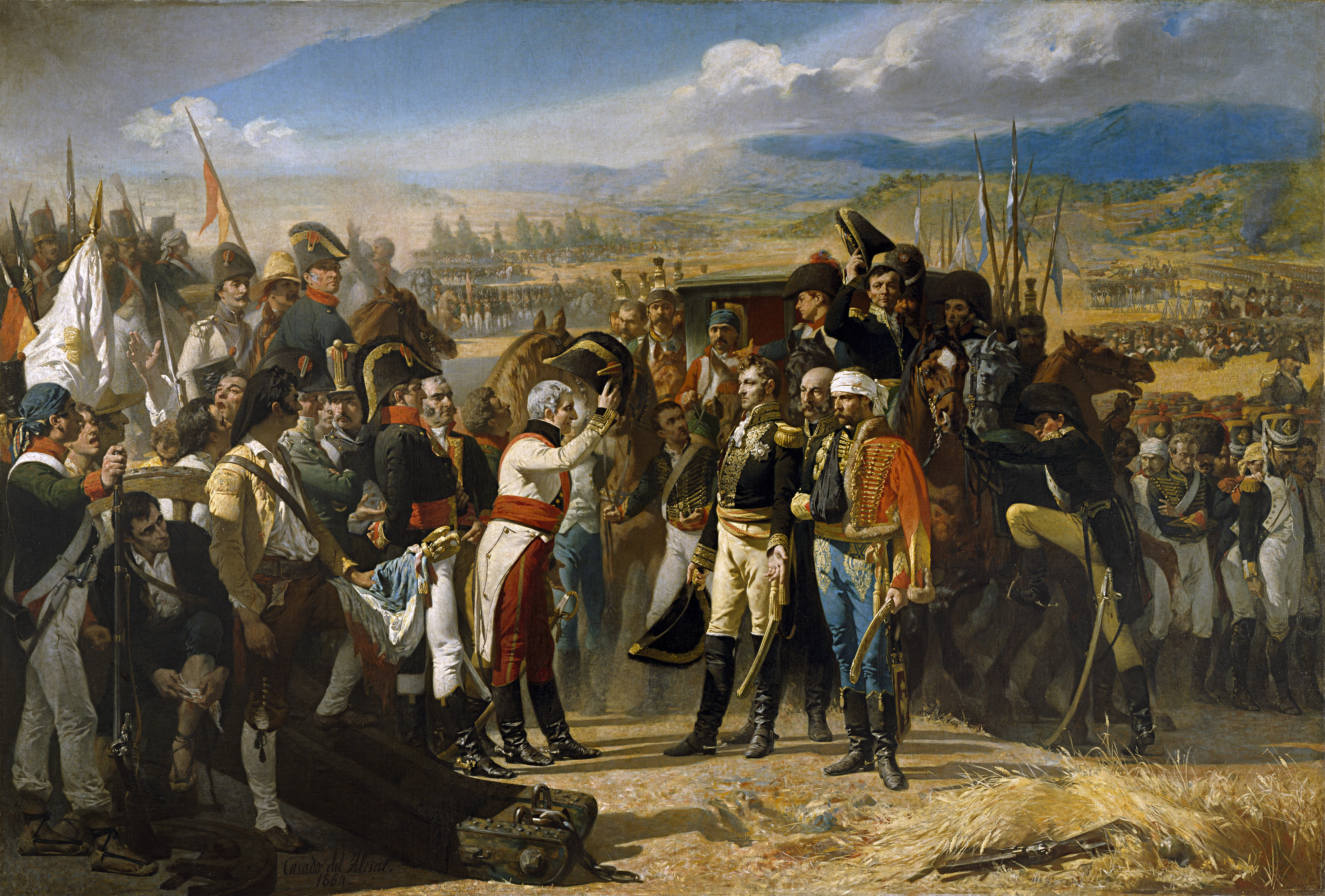
La Rendición de Bailén di Casado del Alisal. Dupont si arrende agli spagnoli, consegnando tutto il proprio esercito.

La richiesta di negoziazioni da parte di Dupont era una mossa dovuta alla criticità delle condizioni e la sua proposta era niente meno che scandalosa, soprattutto considerato che la sua armata era intrappolata tra le varie divisioni spagnole. La proposta iniziale del comandante francese era la completa evacuazione dell'Andalusia in cambio di un passaggio per Madrid. Gli emissari di Reding e Dupont giunsero al nuovo quartier generale spagnolo ad Andújar, recapitando la proposta a  Castaños. Ovviamente, questa fu parzialmente respinta: il comandante spagnolo non si oppose alla ritirata di Vedel ma pretendeva che i soldati di Dupont, intrappolati tra le divisioni spagnole, si arrendessero. Il giorno seguente, questa proposta giunse alle orecchie di Dupont.
La situazione all'interno del campo francese era drammatica: i soldati capaci di combattere erano solo 2000 ed erano comunque affamati e sfiniti dal torrido caldo del giorno precedente. In molti andavano alla ricerca di acqua potabile, risorsa reperibile solamente nel torrente Rumblar e non in gran misura. Solo il generale Pryvè era disposto a combattere. Dupont riunì un consiglio di guerra: comunicò a Vedel che non era pensabile riprendere le ostilità, ordinando lui di liberare i prigionieri fatti il giorno precedente mentre la tregua era già in atto, e, appoggiato da tutti i suoi ufficiali con l'eccezione di Pryvè, fece redigere una dichiarazione con la quale il suo esercito si sarebbe formalmente arreso alle forze spagnole. I generali Chabert e Marescot furono incaricati di trattare con  Castaños, il quale, per accelerare le decisioni dei francesi, aveva portato anche la divisione Jones verso Bailén.

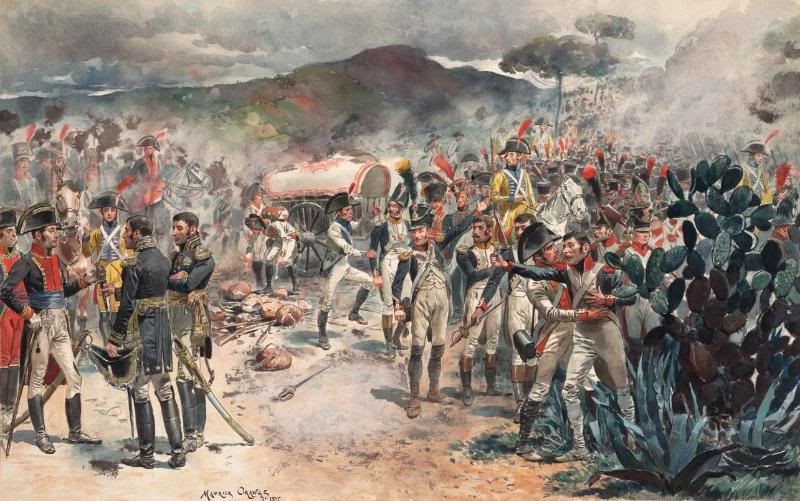
La capitolazione dei francesi a Bailén in un dipinto del 1906

Mentre si stavano discutendo i dettagli della resa dei francesi, un gruppo di forze irregolari spagnole si presentò al quartier generale di  Castaños, portando con sé un emissario di Savary: era giunto l'ordine di ritirare tutte le forze francesi dall'Andalusia e dirigerle a protezione di Madrid. La notizia stravolse completamente i termini dell'accordo: per impedire il movimento dei francesi voluto da Savary, Castaños si intromise nuovamente nelle trattative, asserendo che non sarebbe stato concesso loro di tornare a Madrid, ma che sarebbero dovuti tornare in Francia via mare. Di fronte alle immediate proteste dei due generali francesi, l'inviato della Giunta di Siviglia ricordò loro le atrocità commesse a Cordova, suggerendo che termini ben più pesanti sarebbero dovuti essere imposti sugli sconfitti. Castaños trovò un compromesso: se i francesi avessero volontariamente rinunciato alla ritirata verso Madrid, tutte le loro truppe, incluse quelle di Dupont, sarebbero state rimpatriate via mare. In particolare, le truppe di Vedel non sarebbero state considerate come prigionieri di guerra. La proposta venne rapidamente accettata.
Prima del ritorno dei plenipotenziari, Dupont, ancora all'oscuro degli ordini di Savary, istruì segretamente Vedel: doveva abbandonare la propria posizione e dirigersi quanto più rapidamente possibile verso Madrid. Questi, ricevuti gli ordini, si preparò ad abbandonare Bailén: nella notte tra il 20 ed il 21 luglio i suoi uomini si incamminarono verso nord, giungendo a La Carolina la mattina seguente. La notizia della fuga di Vedel fece infuriare gli ufficiali spagnoli, che inviarono lui un ultimatum, assieme ad una lettera scritta dallo stesso Dupont: un'ulteriore avanzata verso Madrid avrebbe comportato la fine della tregua e il conseguente massacro delle restanti truppe francesi. I messaggeri raggiunsero i francesi in fuga nei pressi di Santa Elena: nonostante molti degli ufficiali della sua divisione fossero favorevoli a proseguire la marcia, Vedel obbedì agli ordini, riportando i suoi uomini a Bailén il 23 luglio. Lo stesso giorno le ostilità cessarono con la resa ufficiale dell'esercito di Dupont.

## Conseguenze

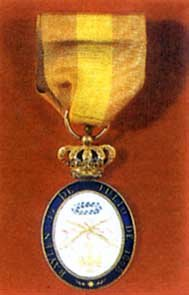
La Medalla de Bailén

Le condizioni di resa furono gravi ed includevano la condizione che le truppe francesi fossero rimpatriate in Francia, tuttavia queste condizioni non furono mai rispettate: benché Dupont ed i suoi ufficiali fossero stati liberati e trasportati in Francia, i loro uomini furono deportati nella desolata isola di Cabrera ed alla fine della guerra non più della metà erano ancora vivi. Inoltre, la sconfitta stroncò la carriera militare del generale Dupont che, accusato di essere il maggior responsabile degli eventi, perse tutta la sua credibilità e non venne mai più messo al comando di una forza armata francese durante il regno di Bonaparte, nemmeno nei Cento giorni. Anzi, fu incarcerato per due volte dopo essere stato processato da un tribunale militare.
La notizia della sconfitta dei francesi si diffuse rapidamente in tutta l'Europa. L'eco della vittoria fu tale che per commemorare l'importante risultato, la Giunta di Siviglia fece creare appositamente delle decorazioni militari, divenute note con il nome di Medalla de Bailén. 
Dopo le difficoltà incontrate dai suoi generali nella penisola iberica, Bonaparte fu costretto ad intervenire personalmente per portare avanti i suoi piani di occupazione di Spagna e Portogallo. Il fratello di Napoleone giunto per prendere il posto di re di Spagna poté restare a Madrid solo un paio di giorni prima di essere costretto ad abbandonare la città.

## Nella cultura di massa
Nello stemma della città di Bailén è raffigurata, nella parte superiore, un'anfora che si dice rappresenti María Bellido: secondo la tradizione, questa donna avrebbe utilizzato precisamente l'anfora per somministrare acqua ai soldati spagnoli; sembra piuttosto, tuttavia, che si tratti di una personificazione simbolica: tutto l'insieme della città avrebbe collaborato a quei rifornimenti durante la battaglia ed il personaggio di María Bellido sarebbe stato creato appositamente per personalizzare il gesto.
Diversi anni dopo la battaglia, Josè de San Martin, futuro condottiero e politico sudamericano, che partecipò agli scontri di Bailén all'interno dello stato maggiore di  Castaños, sconfisse gli spagnoli in Chile nella battaglia di Maipù. I soldati inviati dalla corona borbonica a gestire i tumulti cileni avevano in gran parte servito proprio a Bailén. Per tale motivo, nelle incisioni di un monumento a ricordo degli scontri di Maipù è posta la scritta "a los Vencedores de los Vencedores de Bailén", ossia "ai vincitori dei vincitori di Bailén".